# 風間勇刀
風間 勇刀（かざま ゆうと、1970年9月30日 - ）は、日本の男性声優。東京都出身。アクセント所属。

## 来歴
1999年に『デジモンアドベンチャー』の石田ヤマト役でデビュー。
以前は劇団俳協、賢プロダクションに所属していた。

## 人物
資格は普通自動車免許、大型自動二輪免許、MFJロードレース国内ライセンス所持。
趣味はオートバイ二輪ロードレース、レース観戦、自転車。
特技はギター、ベース、歌。

## 出演
太字はメインキャラクター。

### テレビアニメ
1999年
- デジモンアドベンチャー（1999年 - 2000年、石田ヤマト、ガジモン、櫻田、メタルシードラモン）

2000年
- 金田一少年の事件簿（男生徒）
- STRANGE DAWN（イラ）
- デジモンアドベンチャー02（2000年 - 2001年、石田ヤマト、マイケルの父、ホイ三兄弟長男、クワガーモン）
- 遊☆戯☆王デュエルモンスターズ（アナウンサー）

2001年
- テニスの王子様（ビリー・キャシディ）
- Dr.リンにきいてみて!（常盤崇）
- 爆転シュート ベイブレード（ラモン）

2002年
- 藍より青し（陽介、池田くん、近藤）
- 最終兵器彼女（兵士B）
- 十二国記（鳴賢、衛兵、官吏、町の男、雁王師兵、卓の上級生達、虎嘯の仲間、店屋の夫、風漢の部下）
- 花田少年史（大路郎の仲間、ゴンパチ〈青年時代〉）

2003年
- アストロボーイ・鉄腕アトム（管制官、ロボット）
- 宇宙のステルヴィア（カルロス、ナレーション、機長）
- 魁!!クロマティ高校（2003年 - 2004年、山口ノボル 他）
- DEAR BOYS（森山敦司）
- 鋼の錬金術師（男1）
- 人間交差点（スナックのママ）
- ポケットモンスター アドバンスジェネレーション（2003年 - 2004年、ホムラ）

2004年
- 頭文字D Fourth Stage（横田）
- かいけつゾロリ（大臣、客、海賊、シロダルマン、観客）
- Get Ride! アムドライバー（ジェイソン・ダビッド）
- サムライチャンプルー（小倉）
- 蒼穹のファフナー（パイロット）
- ヒットをねらえ!（生田清隆）
- マリア様がみてる 〜春〜（鳥居家長男）
- 妄想代理人
- ロックマンエグゼ シリーズ（2004年 - 2005年、スパークマン、ゾアノスパークマン）　- 2シリーズ

2005年
- IGPX（デュー）
- ガンパレード・オーケストラ（源健司）
- 創聖のアクエリオン（グレン・アンダーソン）
- トランスフォーマー ギャラクシーフォース（ファングウルフ、モールダイブ）

2006年
- エンジェル・ハート（ホストA）
- スーパーロボット大戦OG -ディバイン・ウォーズ-（カーク・ハミル）
- 天保異聞 妖奇士（侍）
- 武装錬金（岡倉英之）
- 吉永さん家のガーゴイル（清川刑事、まぶしのタグチ、夜具先生）

2007年
- 風のスティグマ（高松清志）
- 機動戦士ガンダム00（技術主任）
- ケロロ軍曹（2007年 - 2008年、ヒトデ、宇宙人）
- 遊☆戯☆王デュエルモンスターズGX（スカルビショップ）
- REIDEEN（岩室）
- 流星のロックマン トライブ（2007年 - 2008年、イエティ）
- 湾岸ミッドナイト（三木康彦）

2008年
- アリソンとリリア（隊長、長髪の男）
- H2O -FOOTPRINTS IN THE SAND-（子分A）
- かのこん（犹守朔）
- 銀魂（スペース上司のヒロシ）
- 鉄のラインバレル（青沼次郎、ハグレマキナ、加藤機関隊長）
- ゴルゴ13（ホテルのボーイ）
- ライブオン CARDLIVER 翔（部下A、ゾウリンゲン、THE狐A、ジャックナイフ・スパロウ、ホワイトアウル、レフェリー 他）

2009年
- エグザムライ戦国（MATSU）

2010年
- スーパーロボット大戦OG -ジ・インスペクター-（カーク・ハミル）
- たまごっち!（もえラケっち）
- バクマン。（2010年 - 2012年、相田聡一、boss） - 3シリーズ

2011年
- カードファイト!! ヴァンガード（2011年 - 2012年、小松原カオル） - 2シリーズ

2012年
- ヨルムンガンド（ナッソス）

2013年
- LINE OFFLINE サラリーマン（ジェームズ課長）
- LINE TOWN（2013年 - 2014年、ジェームズ）

2014年
- 弱虫ペダル（柴田康之） - 2シリーズ

2015年
- ガンダムビルドファイターズトライ（天山学園コーチ）

2017年
- CHAOS;CHILD（男B）

2020年
- デジモンアドベンチャー:（2020年 - 2021年、ヴァロドゥルモン）

### 劇場アニメ
- デジモンアドベンチャー ぼくらのウォーゲーム!（2000年、石田ヤマト）
- デジモンアドベンチャー02（2000年 - 2001年、石田ヤマト） - 2作品
- 東京ゴッドファーザーズ（2003年）
- 劇場版 鋼の錬金術師 シャンバラを征く者（2005年）
- 昆虫物語 みつばちハッチ〜勇気のメロディ〜（2010年、バッチーニ、デブーク）
- 劇場版 弱虫ペダル（2015年、柴田康之）

### OVA
- カナリア 〜この想いを歌に乗せて〜（2002年、澤崎純）
- ナースウィッチ小麦ちゃんマジカルて（2002年、助監督、スタッフ）
- マクロス ゼロ（2002年、オペレーター）
- トランスフォーマー ロボットマスターズ（2004年、ビーストコンボイ、ビクトリーレオ）
- 影Shadow（2004年、店の者）
- いちご100% -夜霧の嵐泉祭編-（2005年、ラグビー部員）
- 創星のアクエリオン（2007年、グレン・アンダーソン）
- To LOVEる -とらぶる- OVA（2009年、デカマロン）※コミックス第16巻限定版に付属

### Webアニメ
- ウサライダー（2005年、レッドマーキュリー、戦闘員）
- クレヨンしんちゃん外伝 お・お・お・のしんのすけ（2017年、マツタケ大魔王）

### ゲーム
2000年
- カナリア 〜この想いを歌に乗せて〜（澤崎純）

2001年
- THE ウォーシミュレーション 〜人の創りし者達〜（ケン）
- デジモンテイマーズ バトルエボリューション（石田ヤマト）

2002年
- ELYSION 〜永遠のサンクチュアリ〜（ソード）
- ロックマンゼロ（ゼロ、コピーエックス）

2003年
- SNK VS. CAPCOM SVC CHAOS（ロックマンゼロ）
- きまぐれストロベリーカフェ（葛城手良）
- 十二国記 -紅蓮の標 黄塵の路-（羅城）
- それが僕等の自由恋愛（矢野大紀）
- Take off!（学園理事長）
- 鋼の錬金術師 翔べない天使（トレインジャック2）
- ロックマンゼロ2（ゼロ）

2004年
- アニメバトル 烈火の炎 〜Flame of Recca〜 FINAL BURNING（天堂地獄）
- 宇宙のステルヴィア（カルロス）
- カオスブレイカー
- シャーマンキング ふんばりスピリッツ（警官、容疑者）
- 十二国記 -赫々たる王道 紅緑の羽化-（羅城、昇鉱の部下、虎嘯の仲間1、半獣1）
- ロックマンゼロ3（ゼロ、コピーエックス）

2005年
- DUEL SAVIOR DESTINY
- 鋼の錬金術師3 神を継ぐ少女（見回りの兵士）
- ロックマンゼロ4（ゼロ）

2006年
- IGPX（デュー）
- カオスウォーズ（ガリーノ、ウェレス）
- ガンパレード・オーケストラ 緑の章 〜狼と彼の少年〜（源健司）
- ガンパレード・オーケストラ 青の章 〜光の海から手紙を送ります〜（源健司）
- サムライチャンプルー HIPHOPサムライアクション（緑木鬼、武器屋の主人）
- BLACK CAT 〜機械仕掛けの天使〜（黒服A）
- ロックマンゼクス（ジルウェ、モデルZ）

2007年
- 武装錬金 ようこそパピヨンパークへ（岡倉英之）
- ロックマンゼクス アドベント（モデルZ）

2008年
- H2O プラス（男の子A）
- スーパーロボット大戦Z（グレン・アンダーソン）

2010年
- セカンドノベル 〜彼女の夏、15分の記憶〜（直哉）
- デジモンクロスウォーズ 超デジカ大戦（石田ヤマト）

2013年
- カードファイト!! ヴァンガード ライド トゥ ビクトリー!!（小松原カオル）
- スーパーロボット大戦UX（ハグレマキナ、加藤機関兵士）
- デジモンアドベンチャー（石田ヤマト、メタルシードラモン、桜田）

2015年
- LINE ブラウンファーム（ジェームズ）

2018年
- LINE リトルナイツ（ジェームズ）

2019年
- LINE ブラウンストーリーズ（ジェームズ）

2020年
- ロックマンX DiVE（ゼロ〈Z〉、コピーエックス）

2023年
- 共闘ことばRPG コトダマン（石田ヤマト）

2024年
- パズドラ（石田ヤマト）

### ドラマCD
- Vie Durantシリーズ（罰）
- 銀の勇者 ドラマCD（ビート）
- GPライダー関口太郎選手応援CD『フルスロットル 〜TO THE TOP〜』（オープニングナレーション）
- 魁!!クロマティ高校 特別編（山口ノボル）
- デジモンアドベンチャー02 ベストパートナー (2) 石田ヤマト & ガブモン（石田ヤマト、櫻田）
- 七海花音・おおや和美2東京少年王・闇の貴公子参上（桐矢礼一）
- 武装錬金 ドラマCD（岡倉英之）
- P.B.LオリジナルドラマCD オレ達が勇者さま!?（杉崎空嗣）
- ロックマンゼロシリーズ（ゼロ、コピーエックス[15]）
  - REMASTERED TRACKS ROCKMAN ZERO
  - REMASTERED TRACKS ROCKMAN ZERO Telos
  - REMASTERED TRACKS ROCKMAN ZERO Physis

### BLCD
- 極・艶 GOKU・EN（市原）
- しなやかな熱情シリーズ（秀島照映）
  - しなやかな熱情
  - しなやかな熱情 2 ひめやかな殉情
  - しなやかな熱情 1.5番外編 さらさら。
  - やすらかな夜のための寓話
- 職業、王子（ラティーフ/警備員）
- 清澗寺家シリーズ（浅野要）
  - 清澗寺家シリーズ 1 この罪深き夜に
  - 清澗寺家シリーズ 2 夜ごと蜜は滴りて
  - 清澗寺家シリーズ 5 夜ごと蜜は滴りて 2
- 束縛の甘い罠（ワタル、クラス委員）
- Take off!（聖陵学院理事長）
- 花がふってくる（袴田涼嗣）
- フロムイエスタデイ（山本、事務員）
- 真夜中にお会いしましょう（松浦龍二）
- 水の記憶（幼い頃の洸太）
- LOVE MODE5（少年時代の天雷）
- 恋情のキズあと（和倉竜二郎）
- Lost-ideaL ロスト・イデア Vol.1 〜王都帰還〜（イルズ王）

### 吹き替え

#### 映画
- アバウト・ア・ボーイ
- 奇跡の歌（ケニー）
- ケイティ
- ドニー・ダーコ（ロナルド・フィッシャー）
- ランド・オブ・ザ・デッド（マウス）

#### ドラマ
- パワーレンジャー・ロスト・ギャラクシー（デビオット）

#### アニメ
- ザ・バットマン（クレイフェイス / イーサン・ベネット）

### Webラジオ
- PBLラジオ 準レギュラーパーソナリティ

### その他コンテンツ
- トランスフォーマー ロボットマスターズ（ビーストコンボイ、ビクトリーレオ）
- J SPORTS SUPER GT中継冒頭ナレーション

## ディスコグラフィ

### キャラクターソング
| 発売日         | 商品名                                                 | 歌 | 楽曲                                     | 備考                                           |
| -------------- | ------------------------------------------------------ | --- | ---------------------------------------- | ---------------------------------------------- |
| 2000年1月7日   | デジモンアドベンチャーキャラクターソング+ミニドラマ(3) | 石田ヤマト（風間勇刀）                                                                                         | 「Walk on the Edge~石田ヤマトのテーマ~」 | テレビアニメ『デジモンアドベンチャー』関連曲   |
| 2000年6月21日  | 「デジモンアドベンチャー02」ベストパートナー2          | 石田ヤマト（風間勇刀）                                                                                         | 「願いかなえるカギ」                     | テレビアニメ『デジモンアドベンチャー02』挿入歌 |
| 2000年6月21日  | 「デジモンアドベンチャー02」ベストパートナー2          | 石田ヤマト（風間勇刀）、ガブモン（山口眞弓）                                                                   | 「俺たちのメロディー」                   | テレビアニメ『デジモンアドベンチャー02』関連曲 |
| 2001年10月30日 | Dr.リンにきいてみて!クリスマスアルバム                 | 神崎明鈴（千葉紗子）、結城飛鳥（反田孝幸）、常盤崇（風間勇刀）、四条万里（かかずゆみ）、月丘エディ（木内秀信） | 「幸せな日のために」                     | テレビアニメ『Dr.リンにきいてみて!』関連曲     |
| 2001年10月30日 | Dr.リンにきいてみて!クリスマスアルバム                 | 常盤崇（風間勇刀）                                                                                             | 「Silver Night Gloria」                  | テレビアニメ『Dr.リンにきいてみて!』関連曲     |

### シリーズ一覧
1. ↑  第2シリーズ『AXESS』（2004年）、第4シリーズ『BEAST』（2005年）